# Jeff Conaway
Jeffrey Charles William Michael Conaway (New York, 5 ottobre 1950 – Los Angeles, 27 maggio 2011) è stato un attore e regista statunitense, noto per la sua interpretazione del personaggio di Kenickie nel musical Grease del 1978.

## Biografia
Era il più giovane di tre fratelli: una sorella è l'attrice Michelle Conaway. All'età di due anni apparve in alcune rappresentazioni teatrali di Broadway, facendosi conoscere al pubblico televisivo statunitense nel 1978, con il ruolo di Bobby Wheeler nella serie televisiva Taxi, per poi approdare alla fama internazionale con Grease e con la serie fantascientifica Babylon 5, dove recitò nei panni del sergente Zack Allan (presente dalla seconda alla quinta stagione).
In tv divenne noto anche per aver interpretato il fotografo Mick Savage (1989-1990) nella soap opera Beautiful, fidanzato di Kristen Forrester interpretata da Teri Ann Linn. Inoltre prese parte ad alcuni episodi della serie La signora in giallo, interpretata da Angela Lansbury. Nel 1999 partecipò al film Amiche cattive.
Negli ultimi anni l'attore ebbe gravi problemi di salute: nel 2010 si ruppe il femore dopo una caduta, evento che lo fece entrare in un forte stato depressivo. Inoltre per anni lottò contro la dipendenza da droghe: nel maggio 2011 finì in coma a seguito di una overdose. Dopo il suo ricovero all'Encino Hospital Medical Center, morì all'età di 60 anni il 27 maggio 2011, per setticemia, polmonite ed encefalite, tutte causate dall'overdose: : il corpo fu poi cremato.

## Vita privata
Fu sposato per due volte: con Rona Newton-John (sorella di Olivia Newton-John) dal 1980 al 1985, e con Kerri Young dal 1990 al 2000, dalla quale divorziò. Non ebbe figli.

## Filmografia parziale

### Cinema
- I maledetti figli dei fiori (Jennifer on My Mind), regia di Noel Black (1971)
- La notte dell'aquila (The Eagle Has Landed), regia di John Sturges (1976)
- Elliott, il drago invisibile (Pete's Dragon), regia di Don Chaffey (1977)
- I Never Promised You a Rose Garden, regia di Anthony Page (1977)
- Grease - Brillantina (Grease), regia di Randal Kleiser (1978)
- The Patriot - Progetto mortale (The Patriot), regia di Frank Harris (1986)
- Una strega chiamata Elvira (Elvira: Mistress of the Dark), regia di James Signorelli (1988)
- Il banchiere (The Banker), regia di William Webb (1989)
- Quasi incinta (Almost Pregnant), regia di Michael DeLuise (1992)
- Doppia immagine (Mirror Images), regia di Gregory Dark (1992)
- Vacanze in bikini 2 (Bikini Summer II), regia di Jeff Conaway (1992)
- Alien Intruder, regia di Ricardo Jacques Gale (1993)
- Set di morte (In a Moment of Passion), regia di Zbigniew Kaminski (1993)
- L'ombra del dubbio (Shadow of Doubt), regia di Randal Kleiser (1998)
- Amiche cattive (Jawbreaker), regia di Darren Stein (1999)
- Vuoi sapere un segreto? (Do You Wanna Know a Secret?), regia di Thomas Bradford (2001)

### Televisione
- Happy Days – serie TV, episodio 3x06 (1975)
- Kojak – serie TV, episodio 5x19 (1978)
- Taxi – serie TV, 55 episodi (1978-1982)
- Storie di maghi e di guerrieri (Wizards and Warriors) – serie TV, 8 episodi (1983)
- Un salto nel buio (Tales from the Darkside) – serie TV, episodio 3x14 (1987)
- Beautiful (The Bold and the Beautiful) – serie TV (1989-1990)
- La signora in giallo (Murder, She Wrote) – serie TV, 4 episodi (1984-1994)
- Babylon 5 – serie TV, 74 episodi (1994-1998)
- Babylon 5 - Il fiume di anime (Babylon 5: The River of Souls) – film TV (1998)
- Babylon 5 - Terzo spazio (Babylon 5: Thirdspace) – film TV (1998)
- Babylon 5 - Chiamata alle armi (Babylon 5: A Call to Arms) – film TV (1999)

## Doppiatori italiani
Nelle versioni in italiano delle opere in cui ha recitato, Jeff Conaway è stato doppiato da:
- Massimo Rossi in Happy Days, La signora in giallo (ep. 3x05)
- Antonio Colonnello in Grease - Brillantina
- Claudio Capone ne Una strega di nome Elvira
- Luciano Roffi in La signora in giallo (ep. 1x02)
- Massimo De Ambrosis in Amiche cattive
- Francesco Prando in Quasi incinta
- Rodolfo Bianchi in Taxi
- Claudio De Angelis in Storie di guerra e di magia
- Giorgio Locuratolo in Babylon 5
- Roberto Pedicini in Beautiful
- Christian Iansante in Grease - Brillantina (ridoppiaggio)